# Abakaliki
Abakaliki è una città della Nigeria di circa 140 000 abitanti (2006), capoluogo dello stato di Ebonyi, nel sud-est del Paese.
La popolazione appartiene all'etnia Igbo dedita all'agricoltura, la città è infatti un importante centro agricolo, vi si coltiva l'igname, la cassava, riso, olio e semi di palma. Abakaliki si trova in una zona mineraria caratterizzata da terreno calcareo e ricca di depositi di piombo e zinco.
È sede vescovile cattolica e vi si trova la Ebonyi State University.
Fino a pochi decenni fa la popolazione della zona era periodicamente flagellata dalla dracunculiasi causata dal verme nematode Dracunculus medinensis (verme della Guinea) finché verso la fine degli anni ottanta un massiccio programma di educazione igienica e di scavo di nuovi pozzi (Greater Abakatiki Water Scheme), sostenuto anche dall'UNICEF, ha praticamente sradicato quest'infezione che aveva anche pesanti conseguenze sull'economia della zona.
A partire dal 1996, anno di formazione dello stato di Ebonyi, la città ha conosciuto una rapida espansione: oltre alla già citata università vi si trova un ospedale, un'ottima rete stradale, moderni alberghi e un campo da golf.